# Belatacepte
Belatacepte ou belatacept (nome comercial: Nulojix) é um fármaco aprovado pela Food and Drug Administration (FDA) para prevenção de rejeição aguda após transplantes de rim. A medicação é utilizada junto com outros imunossupressores como o basiliximabe, mofetil micofenolato, e corticosteroides. A molécula pertence a Bristol-Myers Squibb.

## Estrutura
O belatacepte é uma proteína de fusão composta do fragmento Fc (região constante) de um anticorpo tipo IgG1 ligado à região extracelular do CTLA4 (antígeno 4 associado ao linfócito T citotóxico). É muito semelhante ao abatacepte, diferindo da sequência deste por apenas dois aminoácidos.